# Jeremiah Horrocks
Jeremiah Horrocks (eller Horrox), född 1618 i Toxteth nära Liverpool, död 3 januari 1641 i Toxteth, var en engelsk astronom.
Trots att han dog i unga år förvärvade Horrocks sig en plats i astronomins historia, dels genom sin observation av Venuspassagen den 24 november 1639, dels genom sina undersökningar i månteorin. Hans iakttagelser rörande Venus gång över solskivan var de första och fram till 1761 de enda, som i detta hänseende fanns att tillgå. Genom sina studier över månens rörelse kom han till övertygelsen, att dess bana kunde, om man låter excentriciteten variera inom vissa gränser samt ger åt apsidlinjen en oscillerande rörelse, representeras genom en ellips, en förklaring, vars riktighet sedan bevisades matematiskt av Newton. Horrocks uppsats Venus in sole visa offentliggjordes av Jan Hevelius 1662; övriga efterlämnade skrifter utgavs under titeln Astronomia Kepleriana promota et defensa (1672–73; ny utökad upplaga Opera posthuma, 1678).

## Eftermäle
Nedslagskratern Horrocks på månen och asteroiden 3078 Horrocks är uppkallade efter honom.